# Liste der Bodendenkmäler in Ottenhofen
Auf dieser Seite sind die Bodendenkmäler in der oberbayerischen Gemeinde Ottenhofen zusammengestellt. Diese Tabelle ist eine Teilliste der Liste der Bodendenkmäler in Bayern. Grundlage ist die Bayerische Denkmalliste, die auf Basis des Bayerischen Denkmalschutzgesetzes vom 1. Oktober 1973 erstmals erstellt wurde und seither durch das Bayerische Landesamt für Denkmalpflege geführt wird. Die folgenden Angaben ersetzen nicht die rechtsverbindliche Auskunft der Denkmalschutzbehörde.

## Bodendenkmäler der Gemeinde Ottenhofen

### Bodendenkmäler in der Gemarkung Finsing
| Lage               | Objekt                       | Akten-Nr.     | Bild |
| ------------------ | ---------------------------- | ------------- | ---- |
| Finsing (Standort) | Siedlung der Frühbronzezeit. | D-1-7737-0353 |      |

### Bodendenkmäler in der Gemarkung Ottenhofen
| Lage                  | Objekt | Akten-Nr.     | Bild |
| --------------------- | --- | ------------- | ---- |
| Ottenhofen (Standort) | Viereckschanze der späten Latènezeit. | D-1-7737-0043 |      |
| Ottenhofen (Standort) | Verebnetes Grabenwerk vor- und frühgeschichtlicher Zeitstellung | D-1-7737-0155 |      |
| Ottenhofen (Standort) | Siedlung der frühen Bronzezeit. | D-1-7737-0197 |      |
| Ottenhofen (Standort) | Siedlung des Endneolithikums (Glockenbecherkultur) und Brandgräber der Latènezeit. | D-1-7737-0203 |      |
| Ottenhofen (Standort) | Siedlung der mittleren Bronzezeit, der späten Bronzezeit und der Urnenfelderzeit sowie der Laténezeit                                                                                                 | D-1-7737-0204 |      |
| Ottenhofen (Standort) | Untertägige mittelalterliche und frühneuzeitliche Befunde und Funde im Bereich der Katholischen Filialkirche St. Johannes und Paulus von Siggenhofen und ihrer Vorgängerbauten.                       | D-1-7737-0221 |      |
| Ottenhofen (Standort) | Untertägige mittelalterliche und frühneuzeitliche Befunde und Funde im Bereich der Katholischen Filialkirche St. Stephanus von Unterschwillach und ihrer Vorgängerbauten.                             | D-1-7737-0223 |      |
| Ottenhofen (Standort) | Untertägige mittelalterliche und frühneuzeitliche Befunde und Funde im Bereich der Katholischen Filialkirche St. Katharina von Ottenhofen.                                                            | D-1-7737-0225 |      |
| Ottenhofen (Standort) | Untertägige spätmittelalterliche und frühneuzeitliche Befunde im Bereich des ehemaligen Schlosses Ottenhofen und seiner Vorgängerbauten mit abgegangenen Ökonomiegebäuden und barocken Gartenanlagen. | D-1-7737-0226 |      |
| Ottenhofen (Standort) | Siedlung vorgeschichtlicher Zeitstellung, unter anderem des Neolithikums und der späten Latènezeit.                                                                                                   | D-1-7737-0344 |      |
| Ottenhofen (Standort) | Siedlung vorgeschichtlicher Zeitstellung. | D-1-7737-0355 |      |
| Ottenhofen (Standort) | Siedlung der Bronzezeit. | D-1-7737-0357 |      |
| Ottenhofen (Standort) | Siedlung vorgeschichtlicher Zeitstellung, unter anderem der Bronzezeit und der Latènezeit. | D-1-7737-0372 |      |
| Ottenhofen (Standort) | Siedlung der frühen Bronzezeit und der jüngeren Latènezeit. | D-1-7737-0387 |      |